# Юрактау (Буздякский район)
Юрактау (баш. Йөрәктау) — деревня в Буздякском районе Республики Башкортостан Российской Федерации. Входит в состав Каранского сельсовета. 

## География

### Географическое положение
Расстояние до:
- районного центра (Буздяк): 15 км,
- центра сельсовета (Каран): 8 км.

## Население
| 2002 | 2009 | 2010 |
| ---- | ---- | ---- |
| 24   | →24  | ↗28  |

### Национальный состав
Согласно результатам переписи 2002 года, преобладающая национальность — башкиры (83 %).